# Tatyana Kotova
Tatyana Vladimirovna Kotova (en ruso: Татьяна Владимировна Котова; Kokand, 11 de diciembre de 1976) es una atleta rusa, especialista en la prueba de salto de longitud, con la que ha logrado ser subcampeona mundial en 2001 y en 2003.

## Carrera deportiva
En el mundial de Edmonton 2001 gana la plata en salto de longitud, con una marca de 7.01 metros, quedando tras la italiana Fiona May y por delante de la española Niurka Montalvo.
Dos años más tarde, en el Mundial de París 2003 vuelve a ganar la plata, con un salto de 6.74 metros, quedando en el podio tras la francesa Eunice Barber y por delante de la india Anju Bobby George.
Además ha conseguido varias medallas de bronce en la misma prueba: en los JJ. OO. de Sídney 2000 y Atenas 2004 y en el mundial de Osaka 2007.